# Desulforudis audaxviator
Candidatus Desulforudis audaxviator es el nombre dado a una bacteria extremófila, cuyo nombre vulgar es Audaz Viajera, que se destaca por el hecho de que tiene la capacidad de vivir en completo aislamiento, sin oxígeno, en total oscuridad y a 60 grados Celsius de temperatura.[cita requerida]

## Forma de vida
En las condiciones en que vive se le considera a este microorganismo que conforma el primer ecosistema de una sola especie descubierto en la Tierra, lo que significa que debe extraer todo lo que necesita para vivir de un medio ambiente que está muerto, ya que su entorno es totalmente mineral, no usa luz solar para sobrevivir ni ningún producto de la fotosíntesis. Los científicos que la han analizado, señalan que la bacteria sobrevive gracias a la desintegración radioactiva de uranio en las rocas adyacentes, de lo cual obtiene hidrógeno y sulfato y puede construir sus propias moléculas orgánicas a partir del agua, y carbón inorgánico y nitrógeno a partir del amoníaco de las rocas y líquidos que la rodean[cita requerida]. En tal contexto, ha podido enfrentar una serie de condiciones sumamente hostiles para la vida, desarrollando para ello la capacidad de obtener nitrógeno directamente del nitrógeno elemental del medio ambiente. Sus genes evolucionaron de tal forma que produce todos los aminoácidos que necesita, y por su modo aislado de vivir obtiene sus moléculas orgánicas de la humedad presente en la tierra, del carbono inorgánico de las rocas y del nitrógeno que proviene del amonio que rodea los minerales.

## El hallazgo
Este microorganismo tan peculiar fue descubierto en una mina de oro en Sudáfrica a casi tres kilómetros bajo la superficie terrestre, en una nueva galería de la mina de oro de Mponeng, cercana a Johannesburgo. La bacteria, -que tiene forma cilíndrica- fue hallada en una muestra de miles de litros de agua recuperada en la excavación. 
Los científicos, -ya con conocimientos obtenidos mediante técnicas de biología molecular en la mina- pensaban que había comunidades muy simples viviendo allí. Para determinar tal hipótesis tomaron muestra del agua y procedieron a secuenciar el genoma entero de la especie más dominante, o quizás de 70% a 80% del genoma de varias especies, pero en lugar de esto, lo que descubrieron fue que había un solo organismo presente en la muestra. Es decir, más del 99,9% del ADN de la muestra provenía de un simple organismo y el resto eran rastros de contaminación de la mina y el laboratorio. Debido a este descubrimiento aparece en el libro de los récords Guinness como el ecosistema más pequeño de la tierra con tan solo una especie.

## Importancia del descubrimiento
El histórico hallazgo de esta forma de Vida, es que D. audaxviator pueda ofrecer la clave de la vida en otros planetas, ya que cierra la pregunta si puede existir la capacidad de otros planetas de albergar vida, con organismos pueden existir de manera independiente, sin tener acceso ni siquiera al sol. Con este descubrimiento, la respuesta es sí. 
Se concluye que la bacteria no puede procesar oxígeno, lo cual sugiere que durante mucho tiempo no ha sido expuesta al oxígeno puro. Además, el agua en la que vive no ha visto la luz del día en más de 3 millones de años, lo cual indica lo antigua que es esta especie. 
Los científicos creen que Desulforudis audaxviator representa al tipo de organismo que podría sobrevivir bajo la superficie de Marte o en Encélado, una de las lunas de Saturno.

## Curiosidades
El nombre de la bacteria procede de la literatura de ciencia ficción del maestro Julio Verne. En un momento de su Viaje al centro de la Tierra, el protagonista, el profesor Lidenbrock, descifra un mensaje que dice en latín: "desciende, Audax viator, y alcanza el centro de la Tierra".